# Lego City

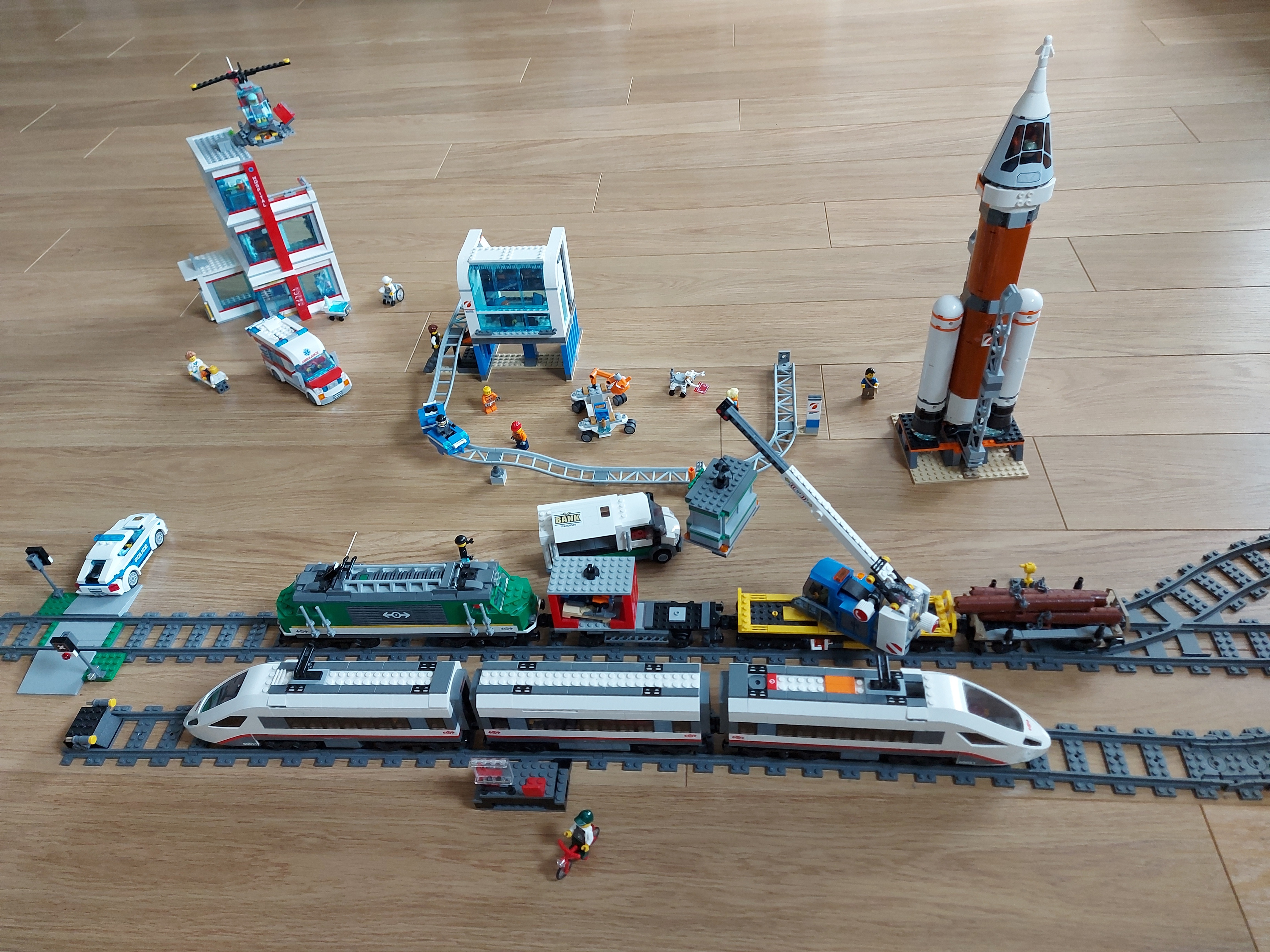
Lego City készletek

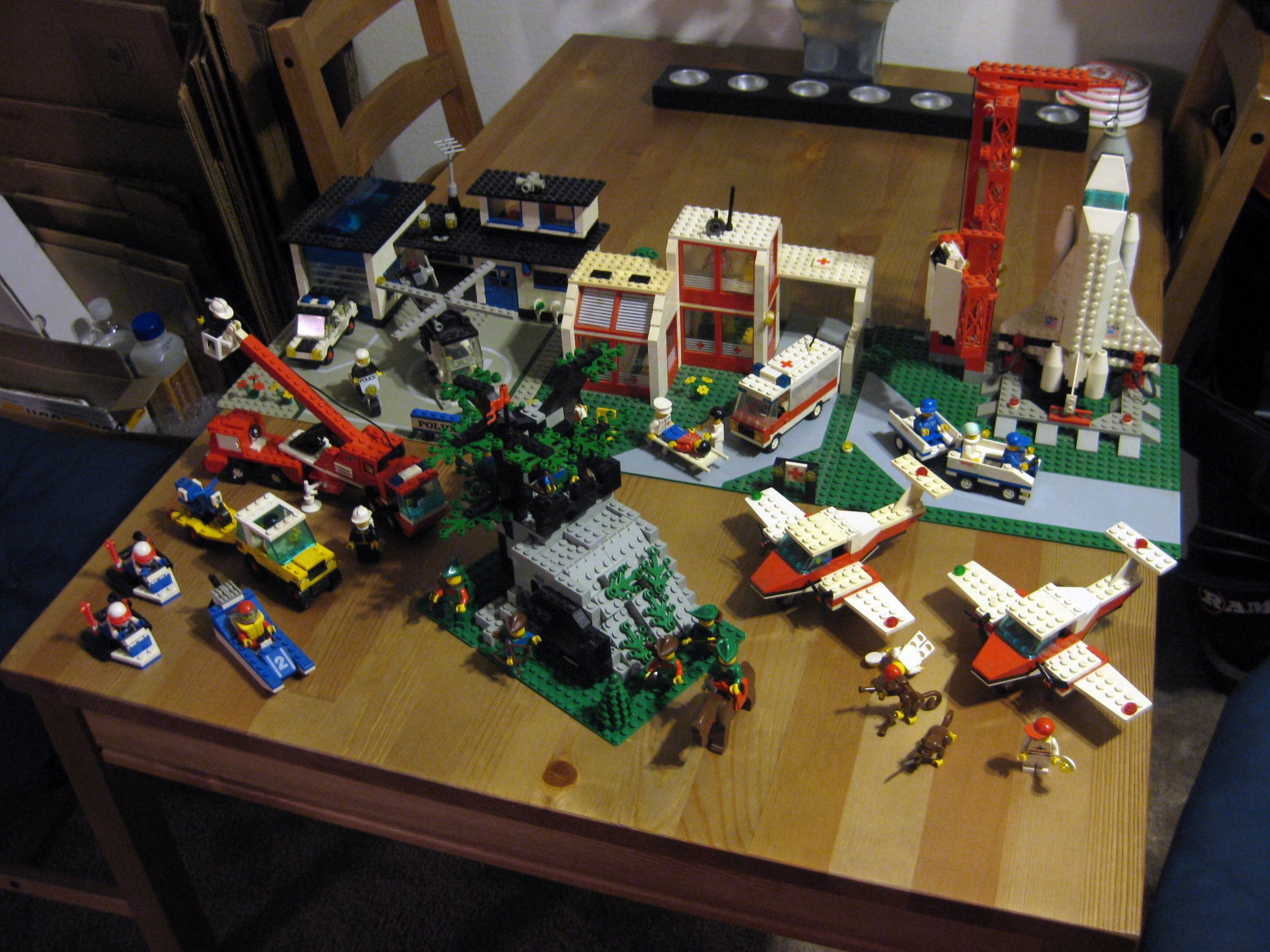
Lego City készletek

A Lego City (stilizáltan LEGO City) egy olyan Lego-téma, amelynek keretében a város életén alapuló Lego építőszetteket adnak ki, a modellek városi és mentőszolgálatokat (például rendőrséget és tűzoltóságot), repülőteret, vonatot, építkezést és polgári szolgáltatásokat ábrázolnak. A LEGOLAND Townból fejlődött ki, mint a három eredeti téma egyike, amelyet a Lego a Lego minifigurák 1978-as bevezetésekor a Castle és az Space mellett készített, a három téma mindegyike egy-egy időszakot, a „múltat” (Castle), a „jelent” (Town) és a „jövőt” (Space) képviseli. A Town márkát 2003-ban és 2004-ben rövid időre felváltotta a Lego World City, mielőtt 2005-ben egyszerűen átnevezték Lego City-re.

## Áttekintés
A Lego City téma eredete a Lego Town-ra vezethető vissza, amely téma az első minifigurákkal együtt jelent meg 1978-ban, amikor az európai piacokon teljesen új épületek és járművek kerültek bevezetésre, bár a városi épületeket és járműveket tartalmazó Lego készletek már az 1960-as évek vége óta mindennaposak voltak.
1978 előtt a LEGOLAND márkanévvel ellátott készletek főként épületekre és járművekre összpontosítottak, amelyek inkább statikus modelleknek szántak. 1975-ben mutatták be a minifigurák előfutárát, ugyanabban a méretarányban, de mozgó alkatrészek nélkül. Ezek a „merevek” (ahogy a LEGO-rajongók becenevüket adták) még mindig nem tudtak a járműveken utazni. Ez az új minifigurákkal megváltozott - 1978-ban Európában és 1979-ben Észak-Amerikában megjelentek az első olyan járművek is, amelyek minifigurakompatibilisek voltak, bár néhány kisebb készlet még mindig a minifigurát kombinálta a modelljárművekkel. 1980-ban a vonatok témája teljesen megújult, hogy kiegészítse a Town készleteket. 1983-ra a megmaradt járműalapú készletek, amelyek nem voltak minifigurakompatibilisek, megszűntek.
Eredetileg minden készlet a „LEGOLAND” márkanév alatt jelent meg, amíg 1991-ben meg nem szüntették és fel nem váltották a „Lego System” márkanévvel. Végül a „Town” márkanév alatt különböző altémákat használtak a kapcsolódó készletek összekapcsolására, mint például a rendőrség, parti őrség, mentőszolgálat, repülőtér, közúti mentés, vonatok, tűzoltóság és kikötő. 1999-ben a Lego Town-t felváltotta a City, amely az Egyesült Államokban Lego City Center néven volt ismert. 2002-ben megszűnt a téma, és 2003-ban a Lego World City váltotta fel. A karácsonyi szezonban egy City témájú adventi naptár készletet árulnak az online Lego Shopon keresztül és a kiskereskedőknél.
2019. június 22-én a Lego City Adventures a Nickelodeon szombat reggeli műsorsorozatában került adásba a Spongyabob Kockanadrággal együtt. 2020-tól kezdve az éves City adventi naptárak kifejezetten a sorozatra épülnének, nem pedig általában a Lego Cityre.
2020 júniusában, George Floyd rendőrség általi meggyilkolását követően a Lego bejelentette, hogy ideiglenesen leállítja a rendőrséggel kapcsolatos Lego City szettek forgalmazását. A félretájékoztatás miatt, amely azt állította, hogy kivonták ezeket a készleteket az értékesítésből, ami visszahatáshoz vezetett, a Lego kiadott egy utólagos közleményt, amelyben hangsúlyozta, hogy a készletek továbbra is megvásárolhatók, és a készletek digitális reklámozását csak ideiglenesen állítják le.
2021 januárjában a Lego kiadott egy új, lemez alapú útrendszert a City témához, amely különbözött az elődjétől, amely olyan alaplapokat használt, amelyek magassága a lemez felével volt egyenlő, azonban ezt a rendszert a Lego közösség néhány tagja kritizálta, mivel állítólag nem kompatibilis a korábbi alaplapokkal, amelyek használatát fokozatosan csökkentették, és olyan készletekre korlátozódtak, mint a Lego Modular Buildings, és kevésbé költséghatékonyak.

## Octan
Az Octan egy fiktív olajvállalat, amely 1992 óta több Lego készletben is megjelent. Ezt megelőzően a való világ olajvállalatainak logóit használták. Az Esso-t 1966-ig használták, amikor is a Shell váltotta fel minden piacon, kivéve az Amerikai Egyesült Államokban, ahol az Exxon-t használták helyette. A Shell logóját ezt követően is használták a promóciós készleteken. 2014-ben a Lego bejelentette, hogy a Greenpeace környezetvédelmi csoport nyomására nem újítja meg a Shell-lel kötött marketing megállapodást.
Az Octan először az 1992-es „6397 Gas N' Wash Express” és „6594 Gas Transit” készletekben jelent meg. Az Octan név megjelenése óta a Lego nem kötött további megállapodásokat a Shell-lel vagy más gázipari vállalatokkal, mivel az Octan lett az elsődleges olajipari vállalat Lego City-ben.
Az Octan (vagy oktan) a dán szó az oktánra, a benzin egyik összetevőjére.
Az Octan több Lego videojátékban is megjelent. A Lego Islandben például van egy Octan benzinkút, és a cég szponzorálja a versenypályát is.
A Lego-kaland-ban az Octan a főellenség, Lord Business (Will Ferrell hangján) alapvállalatát jelenti. Az ő cége állítja elő szinte az összes árucikket az uradalmában.
Számos Town and City szettben látható, hogy Octannak van egy versenycsapata, amely legalább a Forma-1-ben, a GT versenyeken és a raliban versenyez.